# Abbott-Detroit

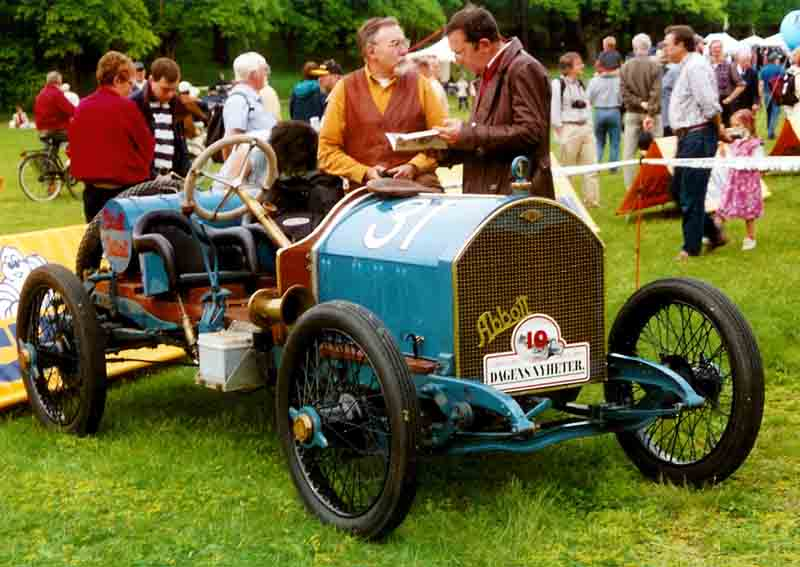
Una Abbott Detroit del 1911

La Abbott Motor Co. conosciuta anche solo come Abbott-Detroit fu una casa automobilistica specializzata nell'automobile di lusso statunitense nata nella patria classica delle automobili, a Detroit, e operante tra il 1909 e il 1918.
Le sue vetture erano considerate potenti e ben disegnate e tra i modelli prodotti vi sono:
- 34/40 hp (25/30 kW) Foredoor Roadster
- Limousine (modello 1913)
- 44/50 hp (33/37 kW) Battleship Roadster
- 34 hp (25 kW) Modello F
- 32 hp (24 kW) Modello L
- 27 hp (20 kW) Modello K

Nelle sue pubblicità veniva rimarcata la possibilità di avere, sullo stesso telaio di base, cinque diversi tipi di carrozzeria.
Dopo che la produzione presunta aveva raggiunto i 15/20 esemplari al giorno, nel 1916 l'azienda dapprima cambiò nome in Consolidated Car Co., in seguito si trasferì a Cleveland in un nuovo impianto più vasto e utilizzando il semplice marchio Abbott, ma pochi anni dopo, nel 1918 chiuse la produzione.